# Грушечник угорський
{{#ifeq:0|0|{{#if:Entosthodon hungaricus|{{#if:|[[]}}|[[]]}}}}
Грушечник угорський (Entosthodon hungaricus) — вид мохів порядку скрученіжкальних (Funariales).

## Поширення
Батьківщиною є Європа.